# Арка Траяна (Каноза-ди-Пулья)
Арка Траяна (итал. Arco di Traiano, также называемая Порта Романа, Порта Варроне и Варренсе) — римская триумфальная арка первой половины второго века, расположенная в Каноза-ди-Пулья (провинция Барлетта-Андрия-Трани). Арка стоит на древнеримской дороге Виа Траяна.

## История
Точная дата возведения арки неизвестно. По одним данным, её строительство велось в период правления императора Траяна, в 109 году, исходя из гипотезы, что её возвели во время строительства Виа Траяна (108—110 годы). Другие ученые связывают период строительства арки с временем правления императора Адриана.
Триумфальная арка также известна, как Порта Варроне или Порта Варренсе. Это название происходит от ошибочного приписывания арки Гаю Теренцию Варрону, одному из римских консулов, потерпевших поражение в битве при Каннах в 216 году до нашей эры.
Арку несколько раз реставрировали в XIX веке и в 1911 году, с большим количеством современных реконструкций.

## Описание
Арка, имеющая одинарный свод, была построена из кирпича и, вероятно, изначально была облицована мрамором. Сейчас нижняя часть строения частично находится под землёй, оригинально она могла достигать высоты около 13 метров, ширины 12 метров и глубины 5 метров.
Лизены имеются на внешних углах пилонов и в середине лицевой стороны каждого из пилонов. Возможно, они поддерживали антаблемент .
В Епархиальном музее в Трани хранится фрагмент мраморного барельефа из декора арки, который, вероятно, изображает дака, он был найден среди сполий в склепе церкви Санта-Мария-де-Русси. Есть также фрагмент фриза, тоже из мрамора, повторно использованный в Кастель-дель-Монте, изображающий военную сцену; оба фрагмента датируются периодом правления Траяна.